# باستان‌سوسکان
باستان‌سوسکان (نام علمی: Archostemata) نام یک زیرراسته از راسته قاب‌بالان است.